# Apamea juncta
Apamea juncta är en fjärilsart som beskrevs av Barend J. Lempke 1949. Apamea juncta ingår i släktet Apamea och familjen nattflyn. Inga underarter finns listade i Catalogue of Life.